# Maksamolampi
Maksamolampi är en sjö i Finland. Den ligger i kommunen Kemijärvi i landskapet Lappland, i den norra delen av landet, 800 km norr om huvudstaden Helsingfors. Maksamolampi ligger 220,5 meter över havet. Arean är 23,6 hektar och strandlinjen är 2,67 kilometer lång. Sjön  ingår i Kemi älvs huvudavrinningsområde. 